# نظارة مصطفى رياض باشا الأولى
نظارة مصطفى رياض باشا الأولى هي سادس نظارة في مصر، صدر بتشكيلها الأمر العالي بتاريخ 21 سبتمبر 1879.

## أعضاء الحكومة
| النظارة                | الناظر                                                                   | تعديل فبراير 1881                                       | تعديل 14 أغسطس 1881 |
| ---------------------- | ------------------------------------------------------------------------ | ------------------------------------------------------- | ------------------- |
| رئيس مجلس النظار       | مصطفى رياض باشا                                                          |                                                         |                     |
| ناظر الداخلية          | مصطفى رياض باشا (بالإضافة إلى منصبه رئيسًا لمجلس النظار)                  |                                                         |                     |
| ناظر المالية           | مصطفى رياض باشا (بالإضافة إلى منصبيه رئيسًا لمجلس النظار وناظرًا للداخلية) |                                                         |                     |
| ناظر الجهادية والبحرية | عثمان رفقي باشا                                                          | محمود سامي البارودي باشا (إلى جانب منصبه ناظرًا للأوقاف) | داود فتحي باشا      |
| ناظر الخارجية          | مصطفى فهمي باشا                                                          |                                                         |                     |
| ناظر الأشغال العمومية  | علي باشا مبارك                                                           |                                                         |                     |
| ناظر الحقانية          | فخري باشا                                                                |                                                         |                     |
| ناظر المعارف العمومية  | علي إبراهيم باشا                                                         |                                                         |                     |
| ناظر الأوقاف           | محمود سامي البارودي باشا                                                 |                                                         |                     |

## تعديلات
- في فبراير 1881، أُسندت نظارة الجهادية والبحرية إلى محمود سامي البارودي باشا بالإضافة إلى احتفاظه بنظارة الأوقاف.[4]
- في 14 أغسطس 1881، أُسندت نظارة الجهادية والبحرية إلى داود فتحي باشا.[4]

## وصلات داخلية
- قائمة رؤساء مجلس وزراء مصر